# Distretto di Quiruvilca
Il distretto di  Quiruvilca è uno degli otto  distretti della provincia di Santiago de Chuco, in Perù. Si trova nella regione di La Libertad e si estende su una superficie di 549.14  chilometri quadrati.